# Matriu lògica genèrica

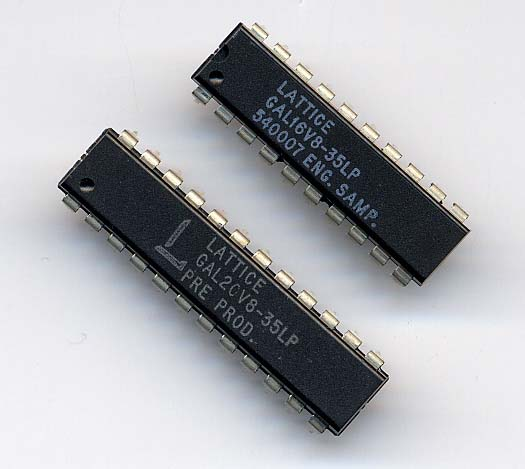
Dos models de GAL

La matriu lògica genèrica (generic array logic) o GAL és una innovació de la matriu lògica programable. Ambdues van ser desenvolupades per Lattice Semiconductor el 1985. Aquest dispositiu té les mateixes propietats lògiques que la PAL, però pot ser esborrat i reprogramat. La GAL és molt útil en la fase de prototipat d'un disseny, quan una fallada en la lògica pot ser corregida per reprogramació. Les GAL es programen i reprogramen utilitzant un programador PAL o utilitzant la tècnica de programació circuital en xips secundaris.
Un dispositiu similar anomenat PEEL (programmable electrically erasable logic o lògica programable esborrable elèctricament) va ser introduït per la International CMOS Technology (ITC) Corporation.